# 紀元前216年
紀元前216年（きげんぜん216ねん）

## 他の紀年法
- 干支 : 乙酉
- 日本
  - 皇紀445年
  - 孝霊天皇75年
- 中国 : 秦 - 始皇31年
- 朝鮮 :
- ベトナム :
- 仏滅紀元 : 329年
- ユダヤ暦 :

## できごと

### 地域別

#### 共和政ローマ
- カルタゴの将軍ハンニバルがイタリア半島を南に進軍し、オファント川沿いのカンナエにある大規模な兵站所を包囲した。
- 8月2日 - カンナエの戦いが終結する。ハンニバル率いる40000名のカルタゴ軍が、ルキウス・アエミリウス・パウルス、ガイウス・テレンティウス・ウァロ両執政官の率いる70000名のローマ軍を破り、勝利した。パウルスはこの戦いにおいて戦死した。
- この勝利の後、ハンニバルは各地で征服を続け、その結果として多くの地域はローマから離反し始めた。アプリアおよびブルッティウムにおいて、ハンニバルは多くの支援者を得た。
- ローマを攻略するために必要な投石機や破城槌が不足していたため、ハンニバルはローマ周辺の農地を荒廃させることに焦点を置き、ローマ人たちに穀物を高値で輸入する事を強いた。
- カンナエでの敗戦後、ローマの将軍マルケッルスはカノーザにおいてローマ軍の敗残兵の指揮権を握り、ノーラ市およびカンパーニャをハンニバルによる占領から解放した。
- カプア市はハンニバル側に乗り換えたため、カルタゴ軍は同市で越冬した。
- ローマの歴史家のクィントゥス・ファビウス・ピクトルは、カンナエでの敗戦の後にローマはどうするべきか助言を得るためにギリシアのデルポイの巫女のもとに送られた。

#### ギリシア
- マケドニアのピリッポス5世はイリュリアの政治へのローマの介入に対して未だに憤りを感じており、機に乗じてイリュリアを侵略した。そして、ピリッポス5世はイタリアに本拠を構えるハンニバルに外交官を送った。これらの出来事はローマとマケドニア間における第1次マケドニア戦争の幕開けであった。

#### エジプト
- エジプト農民の反乱がプトレマイオス4世によって鎮圧される。

## 死去
- パウルス、ローマの執政官および将軍（カンナエの戦いで落命）。